# Campionati del mondo di ciclismo su strada 2005 - Cronometro maschile Elite
La cronometro individuale Uomini Elite dei Campionati del mondo di ciclismo su strada 2005 fu corsa il 22 settembre 2005 nel territorio circostante Madrid, in Spagna, per un percorso totale di 44,1 km. L'australiano Michael Rogers vinse la medaglia d'oro terminando in 53'34"48.

## Squadre e corridori partecipanti
| Gruppo 1 | Gruppo 1          | Gruppo 1 | Gruppo 2 | Gruppo 2            | Gruppo 2 | Gruppo 3 | Gruppo 3            | Gruppo 3 | Gruppo 4 | Gruppo 4            | Gruppo 4 |
| -------- | ----------------- | -------- | -------- | ------------------- | -------- | -------- | ------------------- | -------- | -------- | ------------------- | -------- |
| 49       | Matías Medici     | 9º       | 37       | Sylvain Chavanel    | 30º      | 25       | Eric Wohlberg       | 34º      | 13       | Andrij Hrivko       | 40º      |
| 48       | Fumiyuki Beppu    | 29º      | 36       | Sebastian Lang      | 8º       | 24       | Csaba Szekeres      | 45º      | 12       | Bert Roesems        | 24º      |
| 47       | James Lewis Perry | 26º      | 35       | Ben Day             | 13º      | 23       | Andrej Kašečkin     | 6º       | 11       | Janez Brajkovič     | 19º      |
| 46       | Jan Hruška        | 20º      | 34       | Brian Bach Vandborg | 21º      | 22       | Raivis Belohvoščiks | 16º      | 10       | Thomas Dekker       | 35º      |
| 45       | Tommi Martikainen | 48º      | 33       | David George        | 36º      | 21       | Michael Blaudzun    | 39º      | 9        | Marzio Bruseghin    | 14º      |
| 44       | Ryder Hesjedal    | 22º      | 32       | Leif Hoste          | 31º      | 20       | José Iván Gutiérrez | 2º       | 8        | Fabian Cancellara   | 3º       |
| 43       | Linas Balciunas   | 43º      | 31       | Thomas Löfkvist     | 46º      | 19       | Peter Mazur         | 33º      | 7        | Gustav Larsson      | 27º      |
| 42       | Juan Carlos Lopez | 42º      | 30       | Joost Posthuma      | 37º      | 18       | Vjačeslav Ekimov    | 28º      | 6        | Bobby Julich        | 11º      |
| 41       | Gregor Gazvoda    | 25º      | 29       | Ondřej Sosenka      | 12º      | 17       | David O'Loughlin    | 38º      | 5        | Denis Men'šov       | 23º      |
| 40       | Vasil' Kiryenka   | 18º      | 28       | Marco Pinotti       | 17º      | 16       | Víctor Hugo Peña    | 10º      | 4        | Rubén Plaza         | 4º       |
| 39       | Łukasz Bodnar     | 41º      | 27       | Jaroslav Popovyč    | 32º      | 15       | Ivajlo Gabrovski    | NP       | 3        | Aleksandr Vinokurov | 5º       |
| 38       | Denis Shkarpeta   | 47º      | 26       | Bradley Wiggins     | 7º       | 14       | Christophe Moreau   | 44º      | 2        | Michael Rich        | 15º      |
|          |                   |          |          |                     |          |          |                     |          | 1        | Michael Rogers      | 1º       |

## Resoconto degli eventi
Il gruppo dei partenti vide l'esclusione del belga Ivajlo Gabrovski, che non superò i test medici e non fu ammesso alla prova. L'argentino Matías Medici, primo a partire, fece registrare i migliori tempi del primo gruppo, sia ai cronometraggi intermedi sia sul traguardo, su cui transitò dopo 55'11"59. Il podio al termine della prima tornata era composto dal sudamericano, seguito dal bielorusso Vasil' Kiryenka e dal ceco Jan Hruška. La leadership di Medici fu tuttavia scalzata dal tedesco Sebastian Lang, al traguardo in 55'09"81, superato poi dal britannico Bradley Wiggins (55'06"09). Al termine del Gruppo 2, i tre formavano il podio temporaneo.
Nel terzo gruppo i migliori tempi furono quelli del kazako Andrej Kašečkin (55'03"51) e dello spagnolo José Iván Gutiérrez (53'58"26), con quest'ultimo che rimase a lungo in prima posizione. Tra i tanti favoriti presenti nel primo gruppo, gli unici ad avvicinarsi al tempo dello spagnolo furono lo svizzero Fabian Cancellara, lo spagnolo Rubén Plaza e il kazako Aleksandr Vinokurov, senza riuscire a superarlo. L'ultimo a partire fu l'australiano Michael Rogers, campione uscente, che tuttavia passò al primo cronometraggio intermedio con il quinto tempo. Un'accelerazione nella restante parte della gara gli permise di recuperare lo svantaggio e assicurarsi il terzo titolo iridato a cronometro.

## Classifica (Top 10)
| Pos. | Corridore           | Squadra       | Tempo     |
| ---- | ------------------- | ------------- | --------- |
| 1    | Michael Rogers      | Australia     | 53'34"49  |
| 2    | José Iván Gutiérrez | Spagna        | a 23"77   |
| 3    | Fabian Cancellara   | Svizzera      | a 23"89   |
| 4    | Rubén Plaza         | Spagna        | a 44"06   |
| 5    | Aleksandr Vinokurov | Kazakistan    | a 1'20"24 |
| 6    | Andrej Kašečkin     | Kazakistan    | a 1'29"00 |
| 7    | Bradley Wiggins     | Gran Bretagna | a 1'31"60 |
| 8    | Sebastian Lang      | Germania      | a 1'35"32 |
| 9    | Matías Medici       | Argentina     | a 1'37"07 |
| 10   | Víctor Hugo Peña    | Colombia      | a 1'41"27 |